# Žofia Huspeninová
Žofia Huspeninová (* 21. dubna 1948) byla slovenská a československá politička a bezpartijní poslankyně Sněmovny lidu Federálního shromáždění za normalizace.

## Biografie
K roku 1976 se profesně uvádí jako zootechnička. Ve volbách roku 1976 zasedla do Sněmovny lidu (volební obvod č. 197 - Stará Ľubovňa, Východoslovenský kraj). Ve Federálním shromáždění setrvala do konce funkčního období, tedy do voleb roku 1981.